# De Dion-Bouton Type EH
Der De Dion-Bouton Type EH ist ein Pkw-Modell aus den 1910er Jahren. Er gehört zur Baureihe der V8-Modelle des französischen Herstellers De Dion-Bouton.

## Beschreibung
Als Bauzeit kann 1913 angesehen werden. Der Hersteller vergab die Typenbezeichnungen chronologisch alphabetisch. Der Type EF erhielt seine Zulassung am 3. Februar 1913 und der Type EJ 2 am 30. Juli 1913.
Der V8-Motor hat 94 mm Bohrung und 140 mm Hub. Das ergibt 7773 cm³ Hubraum. Er war damals in Frankreich mit 35 Cheval fiscal (Steuer-PS) eingestuft. Er ist vorne im Fahrgestell montiert und treibt die Hinterräder an. Wasserkühler und Kühlergrill befinden sich direkt vor dem Motor, so wie es für Fahrzeuge dieses Herstellers ab 1906 üblich war.
Die Aufbauten sind zwar nicht explizit bekannt, aber üblich waren Tourenwagen.
Die Unterschiede zum bereits erwähnten Type EF, der einen Motor gleicher Größe hat, sind nicht bekannt.